# The Waboritas
The Waboritas sono il gruppo di supporto di Sammy Hagar, formatosi nel 1997.

## Membri
- David Lauser
- Vic Johnson
- Mona Gnader
- Jesse Harms (nei primi anni)
- Gibby Ross (dopo la fuoriuscita di Harms)
- Michael Anthony (varie apparizioni)

## Discografia
- 1999 - Red Voodoo
- 2000 - Ten 13
- 2002 - Not 4 Sale
- 2003 - Live: Hallelujah
- 2006 - Livin' It Up!